# Squaw Lake (Minnesota)
Pour les articles homonymes, voir Squaw Lake.
Squaw Lake est une ville américaine située dans le Comté d'Itasca, dans le Minnesota. Selon le recensement de 2010, sa population est de 107 habitants.